# تومي لوكاس
تومي لوكاس (بالإنجليزية: Tommy Lucas)‏ (20 سبتمبر 1895 المملكة المتحدة - 11 ديسمبر 1953) هو لاعب كرة قدم إنجليزي.

## مسيرته الكروية
لعب تومي لوكاس خلال مسيرته الاحترافية مع نادِ واحدٍ في أربعة عشر موسمًا وسجل خلالها 3 أهداف ضمن 341 مباراة. ولم يفز بأي موسم بالكأس وفاز في موسمين بالدوري.
خاض تومي لوكاس مسيرته مع نادي ليفربول في موسم 1919–20 ليلعب معه أربعة عشر موسمًا، مشاركًا في 341 مباراة سجل خلالها 3 أهداف.

## روابط خارجية
- تومي لوكاس على موقع قاعدة بيانات كرة القدم.إي يو (الإنجليزية)
- تومي لوكاس على موقع ناشيونال فوتبول تيمز (الإنجليزية)